# 24 Wojskowy Oddział Gospodarczy
24 Wojskowy Oddział Gospodarczy (24 WOG) – jednostka logistyczna Sił Zbrojnych Rzeczypospolitej Polskiej. Realizuje zadania zabezpieczenia finansowego i logistycznego jednostek i instytucji wojskowych na swoim terenie odpowiedzialności.

## Formowanie i zmiany organizacyjne
Na podstawie decyzji Ministra Obrony Narodowej nr Z-105/Org./P1 z 9 grudnia 2010 oraz rozkazu wykonawczego szefa Inspektoratu Wsparcia SZ nr PF-19/Org. z 9 marca 2011 rozpoczęto formowanie Oddziału. Z dniem 1 stycznia 2012 jednostka rozpoczęła statutową działalność .

21 czerwca 2011 jednostka budżetowa „24 WOG w Giżycku” połączona została z jednostkami budżetowymi : 
- 15 Brygadą Zmechanizowaną w Giżycku,
- 11 pułkiem artylerii w Węgorzewie,
- 15 pułkiem przeciwlotniczym w Gołdapi,
- 15 batalionem saperów w Orzyszu,
- Ośrodkiem Szkolenia Poligonowego Wojsk Lądowych Orzysz w Bemowie Piskim.

## Symbole oddziału
Odznaka pamiątkowa
Minister Obrony Narodowej swoją decyzją nr 190/MON z 3 lipca 2013 wprowadził odznakę pamiątkową Oddziału.
Odznakę  pamiątkową stanowi bordowy krzyż równoramienny z czarną obwódką po krawędziach o wymiarach 4 x 4 cm. Na górnym ramieniu krzyża  umieszczono liczbę „24”, na dolnym literę „O”, a na poziomych litery „W” i „G”. Pomiędzy ramionami krzyża znajduje się srebrzysty miecz oraz złocisty kłos. W centrum odznaki umieszczono herb Giżycka .
Oznaki rozpoznawcze
Minister Obrony Narodowej swoją decyzją nr 118/MON z 2 kwietnia 2015 wprowadził oznaki rozpoznawcze Oddziału .

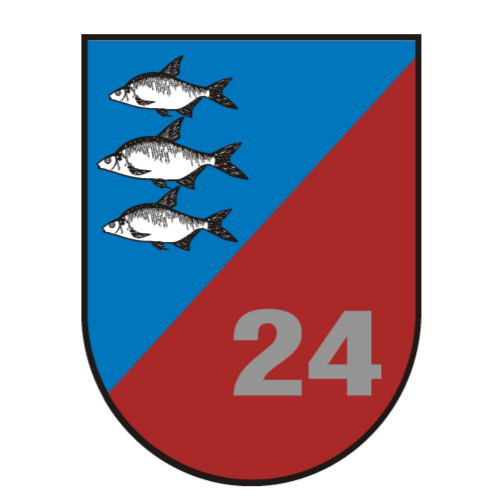
Oznaka rozpoznawcza na mundur wyjściowy
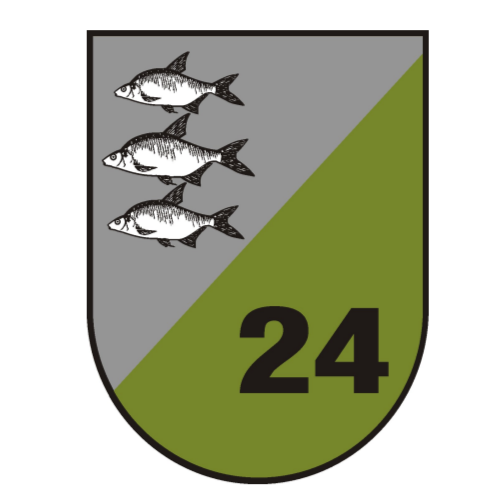
Oznaka rozpoznawcza na mundur polowy

## Żołnierze WOG
| Komendanci WOG             | Komendanci WOG            |
| Stopień, imię i nazwisko   | Okres pełnienia służby    |
| -------------------------- | ------------------------- |
| płk Andrzej Beta           | 14 III 2011 – 25 I 2016)  |
| płk Dariusz Kujawa         | 5 V 2016 – 27 III 2019    |
| płk Jarosław Jastrzębowski | 19 VI 2019 – 28 VIII 2020 |
| płk Wojciech Grzybowski    | ? - 31 I 2023             |
| p.o. ppłk Paweł Steć       | 31 I 2023 - 1 III 2023    |
| płk Jakub Tokarz           | obecnie                   |